# Hermetschwil-Staffeln
Hermetschwil-Staffeln là một đô thị ở huyện Bremgarten, bang Aargau, Thụy Sĩ.